# Jean Bourlès
Pour les articles homonymes, voir Bourlès.
Jean Bourlès est un ancien coureur cycliste français, né le 17 août 1930 à Pleyber-Christ et mort le 30 mars 2021 à Plougonven.

## Biographie
Professionnel de 1954 à 1965, il a notamment remporté la 16e étape dans le Tour de France 1957 entre Barcelone et Ax-les-Thermes le 14 juillet 1957, marquée par le décès tragique du journaliste Alex Virot. Échappé en solitaire au 40e kilomètre, il parvient à garder une avance confortable sur ses poursuivants Marcel Queheille et Mario Bertolo. Il conserve finalement quatre minutes d'avance à l'arrivée sur Queheille et neuf sur le troisième, l'Italien Arrigo Padovan. Puis il fut coureur amateur jusqu'en 1968, il remporta 17 victoires pendant cette période.

## Palmarès
- 1954
  - 8e étape du Tour de l'Ouest
- 1955
  - 3e du Circuit de l'Aulne
- 1956
  - Étoile du Léon
- 1957
  - 16e étape du Tour de France
  - 1re étape du Tour de Normandie
  - 2e du Tour de Normandie
  - Critérium de Callac
- 1958
  - Circuit des Blés d'Or
  - Circuit des Genêts Verts
  - Critérium de Callac
- 1959
  - Circuit d'Armorique
  - 2e du Circuit du Finistère
  - 3e de Paris-Camembert
- 1960
  - Grand Prix de l'Amitié
- 1961
  - Ronde de Camors
- 1962
  - Ronde de Camors
  - 3e du Grand Prix d'Aix-en-Provence
- 1963
  - Circuit du Finistère
  - Mi-août bretonne
- 1964
  - Circuit des Genêts Verts
  - Grand Prix de Plouay
- 1965
  - 1 étape du Circuit de la Sarthe
- 1966
  - 2e du Grand Prix de Plouay

## Résultats sur le Tour de France
- 1957 : 36e et vainqueur de la 16e étape
- 1958 : abandon (21e étape)